# Fiorano Modenese
Fiorano Modenese is een gemeente in de Italiaanse provincie Modena (regio Emilia-Romagna). Het ligt dicht bij Maranello bekend om de Ferrari fabriek en het Ferrari Museum. Het telt 16.433 inwoners (31-12-2004). De oppervlakte bedraagt 26,4 km², de bevolkingsdichtheid is 619 inwoners per km².
De volgende frazioni maken deel uit van de gemeente: Spezzano, Nirano.

## Demografie
Fiorano Modenese telt ongeveer 6011 huishoudens. Het aantal inwoners steeg in de periode 1991-2001 met 3,2% volgens cijfers uit de tienjaarlijkse volkstellingen van ISTAT.
| Jaar | Inwoneraantal |
| ---- | ------------- |
| 1991 | 15.644        |
| 2001 | 16.137        |

## Geografie
De gemeente ligt op ongeveer 115 m boven zeeniveau.
Fiorano Modenese grenst aan de volgende gemeenten: Formigine, Maranello, Sassuolo, Serramazzoni.

## Bezienswaardigheden
- Ferrari Fiorano Test Circuit, test circuit van Ferrari